# Turó de Can Devesa
El Turó de Can Devesa és una muntanya de 214 metres que es troba al municipi de Montcada i Reixac, a la comarca del Vallès Occidental.